# Mr Emmet Takes a Walk

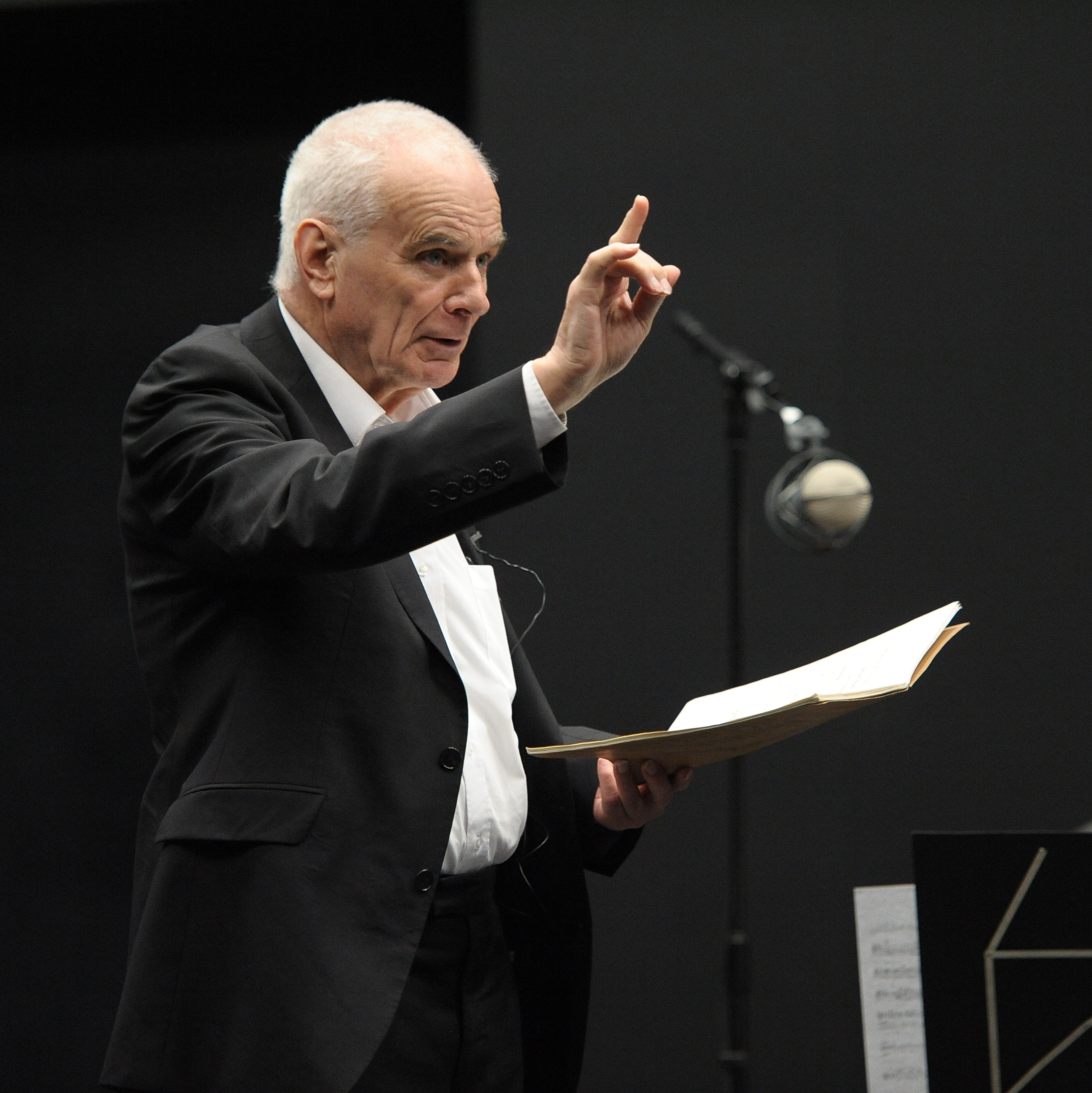
Peter Maxwell Davies

Mr Emmet Takes a Walk (Herr Emmet tar en promenad) är en engelsk kammaropera med musik av Peter Maxwell Davies och libretto av David Pountney.

## Historia
Verket beställdes av den nutida musikensemblen Psappha New Music Ensemble i Manchester för att fira det nya millenniet och premiären skedde den 16 juni 2000 i samband med St. Magnus Festival på Orkneyöarna.
Operans till synes banala titel ger sken av att verket saknar handling. Men under handlingens gång sker det mycket både inuti och runtomkring huvudpersonen mr Emmet. Peter Maxwell Davies deklarerade att operan var hans sista bidrag inom genren, ehuru han tio år senare färdigställde ännu en opera, Kommilitonen!. Efter att ha fullbordat helaftonsoperan The Doctor of Myddfai med sitt politiska och miljömässiga tänkande vände sig Maxwell Davies och librettisten Pountney till en mindre och intimare form i kammaroperan, dock inte mindre uppskakande i sin handling för det. Mr Emmets resa mot sitt självmord fullföljer den hallucinatoriska traditionen med verk som Bohuslav Martinůs opera Julietta, August Strindbergs "drömpjäser" eller Kazuo Ishiguros romaner. Operan är uppbyggd som en "dramatisk sonat" där expositionen innehåller snabba sekvenser av operadelar - duetter, arioso, cabaletta, trio - och där genomföringen är en utvidgad och extremt mardrömslik parad av episoder som försiggår i Emmets inre under självmordsögonblicket. Handlingen är en blandning av thriller, mysterium och svart humor. Materialet till denna sonatform har Maxwell Davies hämtat från andra tonsättare: Bachs f-moll preludium ur Bok 2 av Das wohltemperierte Klavier, Andrea Gabrielis Edipo Tiranno, Donna Annas aria "come furia disperata" ur Mozarts opera Don Giovanni, samt början av Robert Schumanns andra symfoni.

## Personer
- Mr Emmet (baryton)
- Mr Todd, säkerhetsvakt, kypare, rörmokare, pianolärare, Gabor (bas)
- Ka, kvinnan på caféet, receptionist, husa, hushållerska, Crone, Varoomschka (sopran)

## Handling
Hela operans handling utspelas under de sista sekunderna i Emmets liv innan han begår självmord. Mr Emmet är en kultiverad, medelålders affärsman som inte klarar av samtidens hårda krav. Den vardagliga promenaden han tar är en resa genom hans liv som slutar med att han lägger sig med huvudet på en järnvägsräls och inväntar det annalkande tåget. Medan han väntar minns han saker från barndomen, sitt äktenskap och diffusa händelser rörande spionage.